# Cornutipo scalpellum
Cornutipo scalpellum är en insektsart som beskrevs av Evans 1934. Cornutipo scalpellum ingår i släktet Cornutipo och familjen dvärgstritar. Inga underarter finns listade i Catalogue of Life.